# Асадулин, Олег Равильевич
Оле́г Рави́льевич Асаду́лин (род. 5 октября 1971, Челябинск, СССР) — российский кинорежиссёр, сценарист, продюсер и режиссёр видеоклипов. Приобрёл известность благодаря фильму «Фобос. Клуб страха» и телесериалу «Закрытая школа».

## Биография
Родился в татарской семье. В 1998 году закончил Мухинское училище в Санкт-Петербурге, получив образование художника и уехал в Берлин, где поступил в Университет кино и телевидения, на режиссёрское отделение, и успешно окончил его.
Снимал рекламные ролики и видеоклипы, а также артхаусное кино и хоррор.
На Украине снял мини-сериал «Чудо», после чего переехал в Москву, где и продолжил деятельность в качестве режиссёра.

## Фильмография

### Режиссёр
- 2003 — Открытка из Берлина / Postcard from Berlin (короткометражка)
- 2004 — Искусство умирать / Ars Moriendi (короткометражка)
- 2004 — Последний человек в Реново / Der letzte Mann in Renow (короткометражка)
- 2004 — Убежище / Asyl
- 2009 — Взаперти / Locked
- 2009 — Чудо
- 2010 — Фобос. Клуб страха
- 2011 — Закрытая школа (1 и 2 сезоны)
- 2013 — Тёмный мир: Равновесие (фильм)
- 2013 — Корабль (1 сезон)[1]
- 2013 — Тёмный мир: Равновесие (телеверсия)
- 2014 — Корпоратив
- 2015 — Зелёная карета
- 2016 — Маршрут построен
- 2017 — Дом фарфора
- 2020 — Смертельные иллюзии
- 2020 — Булки
- 2020 — МиниМакс
- 2020 — Стендап под прикрытием
- 2020 — Презумпция виновности
- 2022 — Честный развод 2
- 2023 — Родные люди (новеллы «Челябинск» и «Москва»)
- 2024 — Возвращение попугая Кеши

### Сценарист
- 2016 — Маршрут построен

### Актёр
- 2005 — Один день в Европе / One Day in Europe — азиатский офицер (эпизод в Москве)

### Продюсер
- 2012 — Закрытая школа (3 сезон)
- 2013 — Корабль (1 сезон)

### Монтажёр
- 2009 — Взаперти / Locked

## Видеоклипы
1. JÖRN SCHLÖNVOIGT — Das Gegenteil von Liebe
2. THE BOSSHOSS — Ring Ring Ring
3. KÖNIGWERQ — Was Wäre Wenn
4. REAMONN feat. Lucy Silvas — The Only Ones
5. JULI — Zerrissen
6. MARUSHA — Kick it

## Награды
- 2010 — Лауреат Ежегодной российской кинопремии в жанре ужасов «КАПЛЯ-2010» в номинации «Лучший отечественный фильм ужасов» за фильм «Фобос. Клуб страха»[2].
- 2011 — Лауреат Ежегодной российской кинопремии в жанре ужасов «КАПЛЯ-2011» в номинации «Лучший отечественный хоррор-сериал года» за телесериал «Закрытая школа»[3].
- 2015 — Лауреат Профессионального приза Ассоциации продюсеров кино и телевидения в области телевизионного кино в номинации «Лучший телевизионный сериал (более 24 серий)» за телесериал «Корабль» (совместно с режиссёром Марком Горобцом).